# Woodstock (Virginia)
Woodstock település az Amerikai Egyesült Államok Virginia államában, Shenandoah megyében, melynek megyeszékhelye is. Lakosainak száma 5807 fő (2020. április 1.).

## Népesség
A település népességének változása:
| Lakosok száma | 3952 | 5097 | 5807 |
|               | 2000 | 2010 | 2020 |